# Francisco Cámera
Francisco Cámera (* 1. Januar 1944) ist ein ehemaliger uruguayischer Fußballspieler.

## Karriere

### Verein
Defensivakteur Cámera wurde 1962 an der Seite von Spielern wie Víctor Guaglianone, Ernesto Ledesma, Walter Taibo und Nelson Díaz Zweitligameister mit den Montevideo Wanderers. 1967 stand er in Reihen der New York Skyliners in der North American Soccer League. 1968 spielte er in der höchsten argentinischen Spielklasse für Platense.
Er gehörte 1970 dem Kader der in Montevideo beheimateten Mannschaft Bella Vistas in der Primera División an, mit der er in jener Spielzeit den 7. Rang belegte.

### Nationalmannschaft
Cámera war auch Mitglied der A-Nationalmannschaft Uruguays. Er nahm mit der Celeste an der Weltmeisterschaft 1970 teil. Dort kam er allerdings nicht zum Einsatz.

### Erfolge
- WM-Teilnahme 1970
- Meister der Primera B (Uruguay): 1962